# Alexander Stille

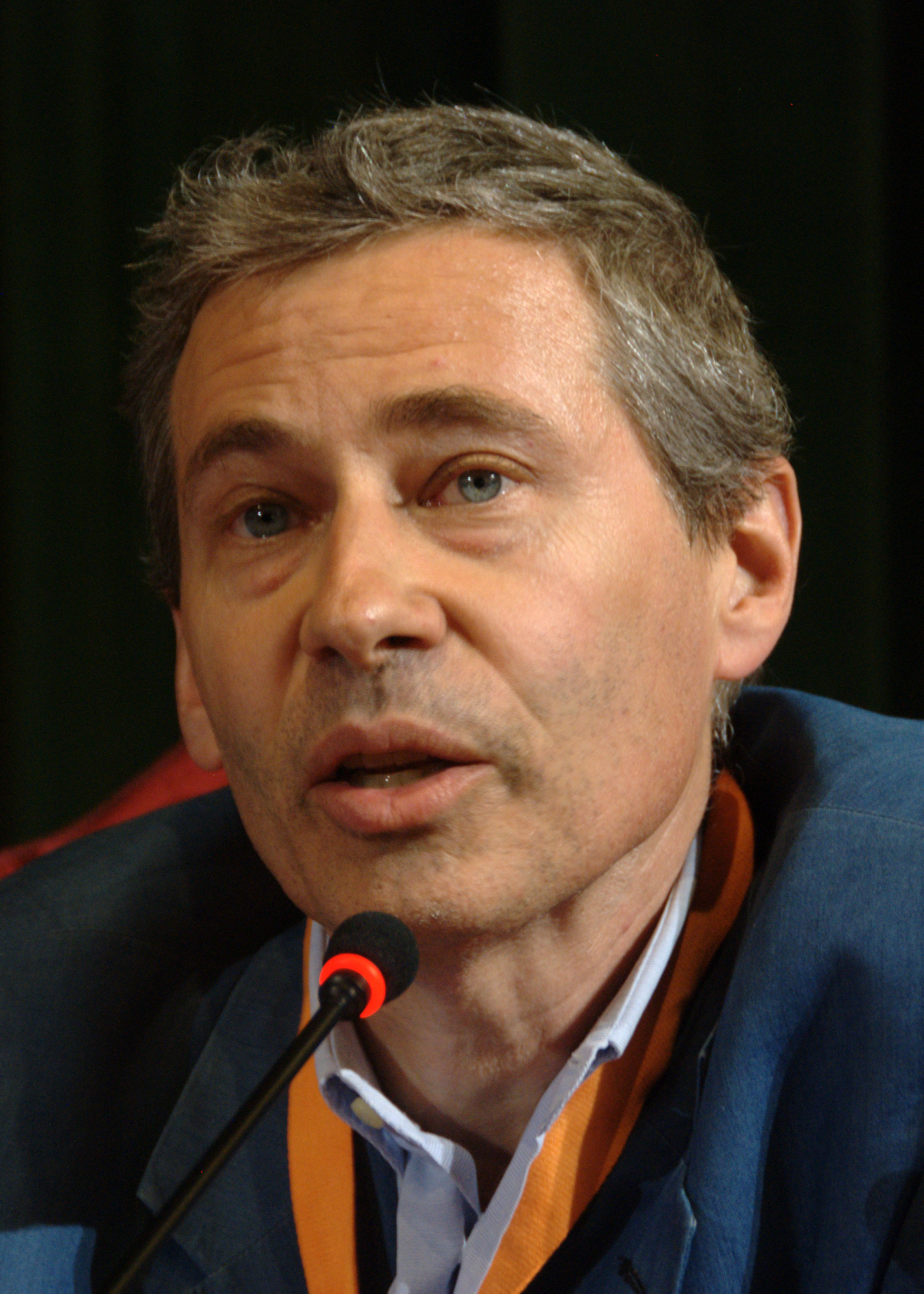
Alexander Stille (2010)

Alexander Stille (geboren 1957 in New York City) ist ein US-amerikanischer Journalist und Schriftsteller.

## Leben
Alexander Stille ist ein Sohn des italienischen Journalisten Ugo Stille (1919–1995), dessen  Eltern 1941 wegen der Italienischen Rassengesetze mit ihm in die USA emigrieren mussten. Ugo Stille wurde nach Kriegsende New Yorker Korrespondent der italienischen Tageszeitung Corriere della Sera und war von 1987 bis 1992 in Mailand ihr Herausgeber. Alexander Stilles Mutter kam aus dem Mittleren Westen und war Tochter eines Chicagoer Rechtswissenschaftlers, sie traf Ugo 1948 auf einer Party bei Truman Capote; die Ehe war ein vierzig Jahre anhaltendes Desaster.
Alexander Stille brachte sich das Italienisch selbst bei. Er besuchte von 1980 bis 1982 eine Schule in Italien, studierte an der Yale University und an der Columbia University Graduate School of Journalism. Er arbeitete von 1990 bis 1993 in Mailand als Korrespondent amerikanischer Zeitungen, kehrte aber wieder nach New York zurück. Stille schreibt für Zeitungen und Zeitschriften wie The Boston Globe, The New York Review of Books, The New York Times und The New Yorker  vornehmlich über die italienische Politik; bekannt wurde er mit seinen Artikeln über die Mafia in Italien.
In seinem ersten Buch schrieb er (italienische Ausgabe, eine Übersetzung, erschien 1991 bei Mondadori in Mailand) über das Überleben von fünf jüdischen Familien im faschistischen Italien, aber nicht über die Familie des Vaters, da dieser über dieses Thema nicht sprach. Das Buch wurde vom Times Literary Supplement als eines der Bücher des Jahres 1992 ausgewählt, es erhielt den Los Angeles Times Book Prize und die italienische Übersetzung 1992 den Premio Acqui. Es folgten die Recherche Excellent cadavers über die Mafia, die 2009 Grundlage für ein Drehbuch wurde, und ein Buch über Silvio Berlusconi. Stille heiratete 2003 die Dichterin Lexi Rudnitsky, die allerdings schon 2005 starb. Aus der Ehe stammt ein Kind. Stille nahm 2006 dann das Buch über seine gegensätzlichen Eltern in Angriff, das 2013 unter dem Titel The Force of Things: A Marriage in War and Peace erschien.
Stille lehrt Journalismus an der Columbia University, er war 2008 Guggenheim Fellow.

## Schriften (Auswahl)
- Benevolence and Betrayal: Five Italian Jewish Families Under Fascism. New York: Picador 1992.
  - Uno su mille: cinque famiglie ebraiche durante il fascismo. Mailand: Mondadori 1991. ISBN 88-04-34012-6
- Excellent cadavers: The Mafia and the Death of the First Italian Republic. 1995
  - Die Richter: der Tod, die Mafia und die italienische Republik. Übersetzung Karl-Heinz Silber. München: Beck 1997. ISBN 978-3-406-42303-1 (Rezension 1, Rezension 2)
- The Future of the Past. New York: Farrar, Straus and Giroux 2002. ISBN 9780374159771
  - Reisen an das Ende der Geschichte. Essays. Übersetzung Karl-Heinz Silber. München: Beck 2002. ISBN 978-3-406-49516-8
- The Double Bind of Italian Jews. Acceptance and Assimilation. In: Joshua D. Zimmerman (Hrsg.): Jews in Italy under Fascist and Nazi Rule. Cambridge: Cambridge Press/NY, 2005, S. 19–34. Das Buch enthält eine Kurzbiografie auf S. XVII.
- Romano Mussolini: My father, il Duce: a memoir by Mussolini's son. Übersetzung ins Englische. Einführung Alexander Stille. San Diego: Kales Press 2006.
- The sack of Rome: How a Beautiful European Country with a Fabled History and a Storied Culture Was Taken Over by a Man Named Silvio Berlusconi. New York: Penguin Books 2006.
  - Citizen Berlusconi. Übersetzung Karl-Heinz Siber. München: Beck 2006. ISBN 978-3-406-52955-9
- The Force of Things: A Marriage in War and Peace. 2013